# Roll With The Punches Tour
Roll With The Punches Tour è un tour mondiale di Bryan Adams.

## Accoglienza
| Recensione            | Giudizio |
| --------------------- | -------- |
| Glasgow Times         |          |
| The Press and Journal | Positivo |
| Chronicle Live        | Positivo |
| Liverpool Echo        |          |

Il tour iniziale ha ricevuto recensioni molto positive. Stacey Mullen di Glasgow Times lo ha descritto come "un bravo cantautore, un artista di talento e una voce senza pari: non c'è molto che non vada in Bryan Adams. È un artista solido che non delude mai, regalando sempre uno spettacolo dal vivo spettacolare.", lodando la virtuosità musicale di Adams, oltre che alla voce e all'energia. Mark Lenthall di The Press and Journal lo ha definito "un concerto indimenticabile", e Simon Duke di Chronicle Live ha difinto Adams un'artista con "talento, arroganza, carisma e tantissime, tantissime canzoni fantastiche".Rebecca Koncienzcy di Liverpool Echo nell'articolo loda Adams dichiarando: "Ancora impressionata dalla voce impeccabile e inconfondibile, il Roll With The Punches Tour di Bryan Adams è uno spettacolo da urlo".

## Tappe del Tour
Di seguito le tappe:
- USA 2025
- UK & IE Tour 2025
- Europe 2025
- North America tour 2025
- The Bare Bones Live 2025 (concerto acustico – vedi The Bare Bones 2025)

## La scaletta
Di seguito la scaletta della data presso la Manchester Arena, Manchester (9 maggio 2025) e potrebbe non essere rappresentativa di tutte le canzoni eseguite nel corso del tour.
1. Roll with the Punches
2. Run to You
3. Somebody
4. 18 Til I Die
5. Cloud Number Nine
6. Make Up Your Mind
7. Heaven
8. It's Only Love
9. You Belong to Me
10. Can't Stop This Thing We Started
11. Please Forgive Me
12. Go Down Rockin'
13. Shine a Light
14. Here I Am
15. Whiskey in the Jar
16. When You're Gone
17. Have You Ever Really Loved a Woman?
18. Never Ever Let You Go
19. The Only Thing That Looks Good on Me Is You
20. Do I Have to Say the Words?
21. (Everything I Do) I Do It for You
22. Back to You
23. So Happy It Hurts
24. Summer of '69
25. Cuts Like a Knife
26. Can't Take My Eyes Off You (Frankie Valli cover)
27. Straight From The Heart
28. All for Love

## Band di supporto
- Bryan Adams – voce, chitarra, basso, armonica
- Keith Scott – chitarra
- Pat Steward – batteria
- Gary Breit – tastiere

### Altri musicisti
- Paul Sidoti – Chitarra elettrica (in sostituzione di Keith Scott a Belfast 21 maggio 2025 e Dublino 23 maggio 2025)

## Artisti d'apertura
- Kim Wilde = 2
- Zoe Wees = 3
- Lee Rocker = 4
- Smilers = 5
- Melanie C = 6
- The Sheepdogs = 7
- Amanda Marshall = 8
- Pat Benatar / Neil Giraldo =  9

## Date del tour
2025
| Numero       | Data              | Città                  | Stato                 | Luogo                         | Artisti d'apertura | Pubblico     | Incasso      |
| Nord America | Nord America      | Nord America           | Nord America          | Nord America                  | Nord America       | Nord America | Nord America |
| ------------ | ----------------- | ---------------------- | --------------------- | ----------------------------- | ------------------ | ------------ | ------------ |
| 1            | 2/3/2025          | Thackerville           | Stati Uniti d'America | WinStar World Casino          | —                  | N.D.         | N.D.         |
| 2            | 7/3/2025          | Las Vegas              | Stati Uniti d'America | Encore Theater                | —                  | N.D.         | N.D.         |
| 3            | 8/3/2025          | Las Vegas              | Stati Uniti d'America | Encore Theater                | —                  | N.D.         | N.D.         |
| 4            | 9/3/2025          | Las Vegas              | Stati Uniti d'America | Encore Theater                | —                  | N.D.         | N.D.         |
| 5            | 12/3/2025         | Las Vegas              | Stati Uniti d'America | Encore Theater                | —                  | N.D.         | N.D.         |
| 6            | 14/3/2025         | Las Vegas              | Stati Uniti d'America | Encore Theater                | —                  | N.D.         | N.D.         |
| 7            | 15/3/2025         | Las Vegas              | Stati Uniti d'America | Encore Theater                | —                  | N.D.         | N.D.         |
| 8            | 16/3/2025         | Las Vegas              | Stati Uniti d'America | Encore Theater                | —                  | N.D.         | N.D.         |
| Europa       |                   |                        |                       |                               |                    |              |              |
| 9            | 8/5/2025          | Newcastle              | Regno Unito           | Utilita Arena                 | —                  | N.D.         | N.D.         |
| 10           | 9/5/2025          | Manchester             | Regno Unito           | AO Arena                      | —                  | 21.000       | N.D.         |
| 11           | 10/5/2025         | Leeds                  | Regno Unito           | First Direct Arena            | —                  | N.D.         | N.D.         |
| 12           | 11/05/2025        | Aberdeen               | Regno Unito           | P&J Live                      | —                  | N.D.         | N.D.         |
| 13           | 13/5/2025         | Glasgow                | Regno Unito           | OVO Hydro                     | —                  | N.D.         | N.D.         |
| 14           | 15/05/2025        | Londra                 | Regno Unito           | The O2 Arena                  | —                  | 20.000       | N.D.         |
| 15           | 16/5/2025         | Liverpool              | Regno Unito           | M&S Bank Arena                | —                  | N.D.         | N.D.         |
| 16           | 17/05/2025        | Nottingham             | Regno Unito           | Motorpoint Arena              | —                  | 10.000       | N.D.         |
| 17           | 18/5/2025         | Birmingham             | Regno Unito           | Bp pulse LIVE                 | —                  | N.D.         | N.D.         |
| 18           | 20/5/2025         | Dublino                | Irlanda               | 3Arena                        | —                  | N.D.         | N.D.         |
| 19           | 21/5/2025         | Belfast                | Irlanda del Nord      | The SSE Arena                 | —                  | N.D.         | N.D.         |
| 20           | 23/5/2025         | Dublino                | Irlanda               | 3Arena                        | —                  | N.D.         | N.D.         |
| 21           | 4/6/2025          | Alicante               | Spagna                | Area 12                       | —                  | N.D.         | N.D.         |
| 22           | 6/6/2025          | Pamplona               | Spagna                | Navarra Arena                 | —                  | N.D.         | N.D.         |
| 23           | 7/6/2025          | Avila                  | Spagna                | Hoyos del Espino              | —                  | N.D.         | N.D.         |
| 24           | 8/6/2025          | Mérida                 | Spagna                | Auditorio Cortijo de Torres   | —                  | N.D.         | N.D.         |
| 25           | 10/6/2025         | Malaga                 | Spagna                | Auditorium                    | —                  | N.D.         | N.D.         |
| 26           | 12/6/2025         | Santiago di Compostela | Spagna                | Festival Son de Camiño        | —                  | N.D.         | N.D.         |
| 27           | 14/6/2025         | Sierre                 | Svizzara              | Festival Blues                | —                  | N.D.         | N.D.         |
| 28           | 18/6/2025         | Ålesund                | Norvegia              | SBM Arena                     | —                  | N.D.         | N.D.         |
| 29           | 20/6/2025         | Oslo                   | Norvegia              | Grefsenkollen                 | —                  | N.D.         | N.D.         |
| 30           | 22/6/2025         | Olpe                   | Germania              | Biggesee Open Air             | —                  | N.D.         | N.D.         |
| 31           | 24/6/2025         | Tilburg                | Paesi Bassi           | Spoorpark Live                | —                  | N.D.         | N.D.         |
| 32           | 25/6/2025         | Mönchengladbach        | Germania              | SparkassenPark                | —                  | N.D.         | N.D.         |
| 33           | 27/6/2025         | Künzelsau              | Germania              | Wurth Open Air                | 3 ; 4              | N.D.         | N.D.         |
| 34           | 28/6/2025         | Werchter               | Belgio                | Rock Werchter                 | —                  | N.D.         | N.D.         |
| 35           | 29/6/2025         | Uelzen                 | Germania              | Open R Festival               | —                  | N.D.         | N.D.         |
| 36           | 1/7/2025          | Kestenholz             | Svizzara              | St. Peterstrasse              | —                  | N.D.         | N.D.         |
| 37           | 2/7/2025          | Fulda                  | Germania              | Domplatz                      | —                  | 9.000        | N.D.         |
| 38           | 4/7/2025          | Rättvik                | Svezia                | Dalhalla                      | —                  | N.D.         | N.D.         |
| 39           | 5/7/2025          | Töreboda               | Svezia                | Torebodafestivalen            | —                  | N.D.         | N.D.         |
| 40           | 6/7/2025          | Helsingborg            | Svezia                | Sofiero Slott                 | —                  | N.D.         | N.D.         |
| 41           | 27/7/2025         | Lucca                  | Italia                | Lucca Summer Festival         | —                  | 11.000       | N.D.         |
| 42           | 29/7/2025         | Pola                   | Croazia               | Arena di Pola                 | —                  | N.D.         | N.D.         |
| 43           | 30/7/2025         | Bratislava             | Slovacchia            | Nepala Arena                  | —                  | N.D.         | N.D.         |
| 44           | 31/7/2025         | Cracovia               | Polonia               | Kraków Arena                  | —                  | N.D.         | N.D.         |
| 45           | 1/8/2025          | Hradec Králové         | Repubblica Ceca       | 360 Park                      | —                  | 10.000       | N.D.         |
| 46           | 2/8/2025          | Klam                   | Austria               | Castel Clam                   | 2                  | N.D.         | N.D.         |
| 47           | 3/8/2025          | Schwetzingen           | Germania              | Schlosspark                   | —                  | 7.000        | N.D.         |
| 48           | 5/8/2025          | Halle                  | Germania              | PeiBnitzinsel                 | —                  | N.D.         | N.D.         |
| 49           | 6/8/2025          | Chemnitz               | Germania              | Kuchwaldwiese                 | —                  | 15.000       | N.D.         |
| 50           | 8/8/2025          | Copenaghen             | Danimarca             | Tivoli                        | —                  | N.D.         | N.D.         |
| 51           | 9/8/2025          | Copenaghen             | Danimarca             | Tivoli                        | —                  | N.D.         | N.D.         |
| 52           | 12/8/2025         | Oulu                   | Finlandia             | Ouluhalli                     | —                  | N.D.         | N.D.         |
| 53           | 13/8/2025         | Helsinki               | Finlandia             | Helsingin jäähalli            | —                  | N.D.         | N.D.         |
| 54           | 14/8/2025         | Tallinn                | Estonia               | Lauluväljakul                 | 5                  | N.D.         | N.D.         |
| 55           | 28/8/2025         | Warwick                | Regno Unito           | Castello di Warwick           | 6                  | N.D.         | N.D.         |
| 56           | 29/8/2025         | Sheffield              | Regno Unito           | Don Valley Bowl               | 6                  | N.D.         | N.D.         |
| 57           | 30/8/2025 (16:00) | Leeds                  | Regno Unito           | Brudenell Social Club         | —                  | N.D.         | N.D.         |
| 58           | 30/8/2025 (19:30) | Leeds                  | Regno Unito           | Brudenell Social Club         | —                  | N.D.         | N.D.         |
| 59           | 30/8/2025 (21:30) | Leeds                  | Regno Unito           | Brudenell Social Club         | —                  | N.D.         | N.D.         |
| 60           | 1/9/2025          | Liverpool              | Regno Unito           | Contenuto                     | —                  | N.D.         | N.D.         |
| 61           | 2/9/2025 (16:00)  | Norwich                | Regno Unito           | LCR @ UEA                     | —                  | N.D.         | N.D.         |
| 62           | 2/9/2025 (19:30)  | Norwich                | Regno Unito           | LCR @ UEA                     | —                  | N.D.         | N.D.         |
| 63           | 3/9/2025 (19:30)  | Kingston upon Hull     | Regno Unito           | TBA                           | —                  | N.D.         | N.D.         |
| 64           | 3/9/2025 (21:30)  | Kingston upon Hull     | Regno Unito           | TBA                           | —                  | N.D.         | N.D.         |
| 65           | 6/9/2025          | Chelmsford             | Regno Unito           | Hylands Park                  | —                  | N.D.         | N.D.         |
| Nord America |                   |                        | Regno Unito           |                               |                    |              |              |
| 66           | 11/9/2025         | Kamloops               | Canada                | Sandman Centre                | 7                  | N.D.         | N.D.         |
| 67           | 12/9/2025         | Vancouver              | Canada                | Rogers Arena                  | 7                  | N.D.         | N.D.         |
| 68           | 13/9/2025         | Victoria               | Canada                | Save-On-Foods Memorial Centre | 7                  | N.D.         | N.D.         |
| 69           | 14/9/2025         | Victoria               | Canada                | Save-On-Foods Memorial Centre | 7                  | N.D.         | N.D.         |
| 70           | 19/9/2025         | Las Vegas              | Stati Uniti d'America | T-Mobile Arena                | —                  | N.D.         | N.D.         |
| 71           | 23/9/2025         | Prince George          | Canada                | CN Centre                     | 7                  | N.D.         | N.D.         |
| 72           | 24/9/2025         | Kelowna                | Canada                | Prospera Place                | 8                  | N.D.         | N.D.         |
| 73           | 26/9/2025         | Calgary                | Canada                | Scotiabank Saddledome         | 8                  | N.D.         | N.D.         |
| 74           | 27/9/2025         | Edmonton               | Canada                | Rogers Place                  | 7                  | N.D.         | N.D.         |
| 75           | 28/9/2025         | Regina                 | Canada                | Brandt Centre                 | 7                  | N.D.         | N.D.         |
| 76           | 29/9/2025         | Winnipeg               | Canada                | Canada Life Centre            | 7                  | N.D.         | N.D.         |
| 77           | 2/10/2025         | St. Catharines         | Canada                | Meridian Centre               | 7                  | N.D.         | N.D.         |
| 78           | 3/10/2025         | Toronto                | Canada                | Scotiabank Arena              | 7                  | N.D.         | N.D.         |
| 79           | 4/10/2025         | Ottawa                 | Canada                | Canadian Tire Centre          | 7                  | N.D.         | N.D.         |
| 80           | 5/10/2025         | Windsor                | Canada                | Caesars                       | 7                  | N.D.         | N.D.         |
| 82           | 7/10/2025         | Peterborough           | Canada                | Memorial Centre               | 7                  | N.D.         | N.D.         |
| 83           | 8/10/2025         | Montréal               | Canada                | Centre Bell                   | 7                  | N.D.         | N.D.         |
| 84           | 9/10/2025         | Québec                 | Canada                | Canadian Tire Centre          | 7                  | N.D.         | N.D.         |
| 85           | 11/10/2025        | Moncton                | Canada                | Avenir Centre                 | 7                  | N.D.         | N.D.         |
| 86           | 12/10/2025        | Halifax                | Canada                | Scotiabank Centre             | 7                  | N.D.         | N.D.         |
| 87           | 15/10/2025        | Saint John's           | Canada                | TD Station                    | 7                  | N.D.         | N.D.         |
| 88           | 25/10/2025        | Montville              | Stati Uniti d'America | Mohegan Sun Arena             | 9                  | N.D.         | N.D.         |
| 89           | 26/10/2025        | Boston                 | Stati Uniti d'America | TD Garden                     | 9                  | N.D.         | N.D.         |
| 90           | 29/10/2025        | Filadelfia             | Stati Uniti d'America | Wells Fargo Center            | 9                  | N.D.         | N.D.         |
| 91           | 30/10/2025        | New York               | Stati Uniti d'America | Madison Square Garden         | 9                  | N.D.         | N.D.         |
| 93           | 1/11/2025         | Cleveland              | Stati Uniti d'America | Rocket Mortgage FieldHouse    | 9                  | N.D.         | N.D.         |
| 93           | 2/11/2025         | Pittsburgh             | Stati Uniti d'America | PPG Paints Arena              | 9                  | N.D.         | N.D.         |
| 94           | 3/10/2025         | Chicago                | Stati Uniti d'America | Allstate Arena                | 9                  | N.D.         | N.D.         |
| 95           | 5/11/2025         | Raleigh                | Stati Uniti d'America | PNC Arena                     | 9                  | N.D.         | N.D.         |
| 96           | 6/11/2025         | Atlanta                | Stati Uniti d'America | State Farm Arena              | 9                  | N.D.         | N.D.         |
| 97           | 7/11/2025         | Nashville              | Stati Uniti d'America | Bridgestone Arena             | 9                  | N.D.         | N.D.         |
| 98           | 9/11/2025         | Fort Lauderdale        | Stati Uniti d'America | Hard Rock                     | 9                  | N.D.         | N.D.         |
| 99           | 10/11/2025        | Tampa                  | Stati Uniti d'America | Amalie Arena                  | 9                  | N.D.         | N.D.         |
| 100          | 13/11/2025        | Dallas                 | Stati Uniti d'America | American Airlines Center      | 9                  | N.D.         | N.D.         |
| 101          | 15/11/2025        | Phoenix                | Stati Uniti d'America | Phoenix Suns Arena            | 9                  | N.D.         | N.D.         |
| 102          | 16/11/2025        | San Diego              | Stati Uniti d'America | Viejas Arena                  | 9                  | N.D.         | N.D.         |
| 103          | 18/11/2025        | Los Angeles            | Stati Uniti d'America | Kia Forum                     | 9                  | N.D.         | N.D.         |
| 104          | 19/11/2025        | San Jose               | Stati Uniti d'America | SAP Center                    | 9                  | N.D.         | N.D.         |
| 105          | 21/11/2025        | Seattle                | Stati Uniti d'America | Climate Pledge Arena          | 9                  | N.D.         | N.D.         |
| 106          | 24/1172025        | Denver                 | Stati Uniti d'America | Ball Arena                    | 9                  | N.D.         | N.D.         |
| 107          | 26/11/2025        | Minneapolis            | Stati Uniti d'America | Target Center                 | 9                  | N.D.         | N.D.         |
| Europa       |                   |                        | Stati Uniti d'America |                               | 9                  |              |              |
| 108          | 15/12/2025        | Danzica                | Polonia               | Ergo Arena                    | —                  | N.D.         | N.D.         |
| 109          | 16/12/2025        | Braunschweig           | Germania              | Volkswagen Halle              | —                  | N.D.         | N.D.         |
| 110          | 18/12/2025        | Vienna                 | Austria               | Wiener Stadthalle             | —                  | N.D.         | N.D.         |
| 111          | 19/12/2025        | Zurigo                 | Svizzara              | Hallenstadion                 | —                  | N.D.         | N.D.         |

2026
| Numero | Data      | Città | Stato    | Luogo                             | Artisti d'apertura | Pubblico | Incasso |
| Asia   | Asia      | Asia  | Asia     | Asia                              | Asia               | Asia     | Asia    |
| ------ | --------- | ----- | -------- | --------------------------------- | ------------------ | -------- | ------- |
| 1      | 26/1/2026 | Tokyo | Giappone | Nippon Budokan                    | —                  | N.D.     | N.D.    |
| 2      | 28/1/2026 | Osaka | Giappone | Osaka Municipal Central Gymnasium | —                  | N.D.     | N.D.    |

## The Bare Bones 2025
Prosecuzione della tournée The Bare Bones Tour, spettacoli acustici svolti in sale teatrali storiche, tra le quali Hammersmith Apollo, Royal Albert Hall e Teatro dell'Opera di Sydney. Nel 2025 si svolgeranno date che vedranno Adams eseguire un set acustico, sul palco, solo con la sua chitarra e armonica, con accompagnamento, in alcuni brani, del pianoforte.

## La scaletta
Di seguito la scaletta della data presso la Auditorium Parco della Musica, Roma (22 gennaio 2025) e potrebbe non essere rappresentativa di tutte le canzoni eseguite nel corso del tour.
1. Run to You
2. Let's Make a Night to Remember
3. It's Only Love
4. Please Forgive Me
5. Here I Am
6. When You Love Someone
7. This Time
8. Can't Stop This Thing We Started
9. I Thought I'd Seen Everything
10. I Finally Found Someone
11. You Belong to Me
12. (Everything I Do) I Do It for You
13. Cuts Like a Knife
14. I'm Ready
15. Flying
16. Summer of '69
17. Walk on By
18. When You're Gone
19. Heaven
20. The Right Place
21. The Only Thing That Looks Good on Me Is You
22. You've Been a Friend to Me
23. Somebody
24. Have You Ever Really Loved a Woman?
25. I'll Always Be Right There
26. I Still Miss You... A Little Bit
27. Straight From The Heart

## Date del tour
| Numero | Data              | Città     | Stato              | Luogo                 | Artisti d'apertura | Pubblico | Incasso |
| Europa | Europa            | Europa    | Europa             | Europa                | Europa             | Europa   | Europa  |
| ------ | ----------------- | --------- | ------------------ | --------------------- | ------------------ | -------- | ------- |
| 1      | 22/1/2025         | Roma      | Italia             | Sala Santa Cecilia    | —                  | 2756     | N.D.    |
| 2      | 21/4/2025         | Reykjavík | Islanda            | Harpa                 | —                  | 1800     | N.D.    |
| 3      | 23/4/2025         | Tórshavn  | Fær Øer            | Við Tjarnir           | —                  | 3700     | N.D.    |
| 4      | 25/4/2025 (16:00) | Inverness | Regno Unito        | Empire Theatre        | —                  | 869      | N.D.    |
| 5      | 25/4/2025 (19:30) | Inverness | Regno Unito        | Empire Theatre        | —                  | 869      | N.D.    |
| 6      | 27/4/2025         | Skopje    | Macedonia del Nord | SC “Jane Sandanski”   | —                  | 6500     | N.D.    |
| 7      | 28/4/2025         | Belgrado  | Serbia             | MTS Dvorana           | —                  | 1900     | N.D.    |
| 8      | 29/4/2025         | Sofia     | Bulgaria           | Bulgaria Hall         | —                  | 1100     | N.D.    |
| 9      | 30/4/2025         | Bucarest  | Romania            | Sala Palatului        | —                  | 4060     | N.D.    |
| 10     | 2/5/2025          | Tirana    | Albania            | Palazzo dei Congressi | —                  | 2100     | N.D.    |
| 11     | 25/7/2025         | Pompei    | Italia             | Anfiteatro romano     | —                  | N.D.     | N.D.    |

- Il dato del pubblico si riferisce alla capienza massima di ogni singola sala, teatro o arena, che in questo caso sono state tutte esaurite.

### Band di supporto - Bare Bones
- Bryan Adams – voce, chitarra acustica, armonica
- Gary Breit – pianoforte